# Kościół Narodzenia Najświętszej Maryi Panny w Ząbkowicach Śląskich
Kościół Narodzenia Najświętszej Maryi Panny – dawny polskokatolicki kościół parafialny należący do dekanatu dolnośląskiego diecezji wrocławskiej.
Świątynia została zbudowana jako kaplica cmentarna po 1728 roku w stylu barokowym. Jest to budowla murowana o prostokątnym planie. Jej prezbiterium jest zamknięte trójbocznie. Świątynia została przebudowana w 1857 roku. Cmentarz wokół kaplicy powstał w 1552 roku.
W 2022 w kościele zaprzestano prowadzenia nabożeństw w wyniku braku wiernych, a następnie został on sprzedany.